# Résolution 721 du Conseil de sécurité des Nations unies
Membres permanents
- Chine
- États-Unis
- France
- Royaume-Uni
- Russie

Membres non permanents
- Autriche
- Belgique
- Cap-Vert
- Équateur
- Hongrie
- Inde
- Japon
- Maroc
- Venezuela
- Zimbabwe

Résolution no 720 Résolution no 722
La résolution 721 du Conseil de sécurité des Nations unies, adoptée à l'unanimité le 27 novembre 1991, après avoir réaffirmé la résolution 713 (1991) sur la situation en république fédérative et socialiste de Yougoslavie, a fermement soutenu les efforts du secrétaire général Javier Pérez de Cuéllar et de son envoyé personnel pour aider à mettre fin aux combats qui éclatent dans certaines parties du pays, dans l'espoir de mettre en place une mission de maintien de la paix.
Le Conseil de sécurité a toutefois noté que le déploiement d'une mission de maintien de la paix ne peut avoir lieu sans que les parties concernées respectent pleinement les accords de cessez-le-feu. La résolution note également que le Conseil examinera les recommandations du secrétaire général, y compris la recommandation d'établir une éventuelle mission de maintien de la paix dans le pays.

## Voir également
- Guerre de Croatie
- Guerre de Slovénie
- Force de protection des Nations unies
- Guerres de Yougoslavie